# 國際都市發展協會
國際都市發展協會（International Urban Development Association，簡稱INTA），原名為「國際新市鎮協會」（International New Town Association），以英文開頭INTA為簡稱，創立於1976年。成立於法國巴黎。

## 沿革
當時各國以大規模開發計畫，如新市鎮、都市更新及新都心等作為促進都市發展之策略，主要以因應都市規劃潮流的演進及關注議題的變化，1993年更名為「國際都市發展協會」，但仍維持以INTA為徽章標記。

## 目的
INTA組織是以成為全球各城市改革發展資訊交流平台為目標，透過資訊的提供、國際會議之舉辦等，並針對都市發展迫切課題，提供城市經營創新理念與實務予公私企業團體參考，期以達成全球各城市空間及社會公平發展之目標，亦即INTA扮演著國際各都市之間經驗交流之網絡，以及都市永續發展政策之論壇等雙重角色。同時，結合世界各國從事都市開發之政府機關、民間團體、顧問公司及個人代表，對都市開發之規劃、建設、行政管理及財務等事宜，提供交換工作經驗及知識的機會。

## 宗旨
INTA為非營利性質之國際民間學術團體，組織運作由理事會主導，設有理事長及秘書長各1人、區域委員6人，其中理事長及區域委員由會員選舉產生。現有組織包括亞、非、美、歐四大洲，超過60個國家，其中有15個國家級會員。會員分為五類：第一類國家級會員、第二類地方政府會員、第三類公民營企業會員、第四類學術及研究機構會員以及第五類個人會員，共約2,000 位分佈於全球。為達成協會宗旨，INTA每年舉辦研討會、年會或大會等，並安排拜會相關機構、現地案例參訪，做為經驗與知識交流媒介。中華民國為該協會之創始會員國。由內政部國土管理署(前營建署)於1989年代表我國以正式國名加入，為該協會國家級會員，與相關機關如行政院經濟建設委員會、臺北市政府、臺南市政府、高雄市政府等，積極參與歷屆年會及活動，並於1998 年舉辦INTA 第22 屆年會及2009 年舉辦第33 屆年會。歷年皆由內政部國土管理署(組織國家代表團與會，年會地點遍佈歐、亞、美洲等國家，至今仍以國家名義組團參與該國際組織活動。

2009年，第33屆國際都市發展協會年會（INTA33）曾在高雄及台北兩地於2009年10月4日至10月8日舉行：高雄市政府並為此舉辦「高雄行動創意」徵選活動來共襄盛舉。當時由INTA秘書長 Michel Sudarskis先生於2009年7月3日下午3時整，於台北101大樓36樓貴賓廳，召開記者會共同宣示「INTA 33 in Taiwan」正式啟動。
國際城市發展協會（INTA）每年以面對當代全球城市發展的趨勢和挑戰，探討促進城市的健康、可持續性和包容性發展可能作為研討會主題，邀集各國相關領域及公私部門代表共商。自2019年起，各年度的協會研討會主題如下：
2019年：強化都市健康與社會凝聚力(Enhancing Urban Health and Social Cohesion)
在2019年，INTA專注於探討都市健康與社會凝聚力之間的關係，強調都市規劃應關注居民的身心健康和社會福祉。INTA舉辦研討會討論如何透過都市設計促進社區互動，減少社會孤立現象。此外，INTA還提出共居（co-housing）概念，作為解決都市孤獨問題的潛在方案，促進居民與社會的聯結。
2020年：應對全球疫情的城市韌性(Urban Resilience in the Face of a Global Pandemic)
面對COVID-19全球大流行，INTA將焦點更注重城市韌性和危機管理。採用線上論壇，探討城市如何在疫情中仍可保持運作，並確保居民的健康與安全。同時，INTA強調數位轉型在維持城市功能和促進經濟復甦中的重要性，鼓勵城市採用智慧技術來應對未來的挑戰。
2021年：推動綠色復甦與可持續發展(Driving Green Recovery and Sustainable Development)
在疫情逐漸受控後，INTA將重心放在推動綠色復甦與可持續發展上。協會倡導城市在復甦過程中融入環保策略，促進綠色經濟的發展。INTA舉辦了多場關於氣候變遷和環境保護的研討會，討論如何在城市規劃中融入可持續發展目標，並鼓勵城市之間分享成功案例和經驗。
2022年：數位轉型與智慧城市(Digital Transformation and Smart Cities)
隨著科技的迅速發展，INTA在2022年聚焦於數位轉型與智慧城市的推廣。協會組織了多場培訓和研討會，探討如何利用數位技術提升城市管理效率，改善居民生活品質。同時，INTA強調數位包容性，確保所有居民都能受益於科技進步，避免數位鴻溝的擴大。
2023年：社會永續性與包容性城市(Social Sustainability and Inclusive Cities)
在2023年，INTA專注於推動社會永續性與包容性城市的發展。強調城市應關注社會公平，藉由緊湊都市結合TOD規畫概念，確保所有居民都能平等地享受城市資源和服務。INTA舉辦了關於社會包容性和多元文化共存的論壇，探討如何透過政策和設計促進社會融合，減少不平等現象。
2024年：健康城市文化的推廣(Promoting Urban Health Culture)
因應INTA理事會改選，新的理事會提出2024-2026願景與策略為於全球各地致力推廣健康城市文化。這一策略旨在透過跨領域合作，提升城市居民的物理與心理健康水平和生活品質。INTA計劃組織多場活動，探討如何在城市規劃中融入健康考量，並鼓勵城市之間分享最佳實踐，推動全球城市的健康發展。

## 外部連結
國際城市發展協會（页面存档备份，存于）（英）
INTA36 （页面存档备份，存于）（英）
INTA33（英）
2009國際都市發展協會
高雄市都市發展局（页面存档备份，存于）
高雄行動創意
魅力城鄉主題網（页面存档备份，存于）